# Éric Rohmer
Éric Rohmer, eig. Maurice Henri Joseph Schérer (Tulle, 4 april 1920 - Parijs, 11 januari 2010) was een Frans filmregisseur en scenarioschrijver, een van de belangrijkste figuren uit de nouvelle vague en voormalig redacteur van het invloedrijke filmtijdschrift Cahiers du cinéma. Zijn pseudoniem is een samenvoegsel van regisseur en acteur Erich von Stroheim en van schrijver Sax Rohmer, bekend van de Fu Manchu-reeks.

## Biografie
Rohmer werd geboren in Nancy en verhuisde later naar Parijs, waar hij werkte als verslaggever voor een krant en acht jaar lang als leraar literatuur op een middelbare school. In 1946 schreef hij onder het pseudoniem Gilbert Cordier de roman Elizabeth.
In latere jaren raakte hij meer geïnteresseerd in filmkritiek, en begon hij regelmatig de Cinémathèque française van Henri Langlois te bezoeken, evenals andere Franse filmliefhebbers als Jean-Luc Godard, François Truffaut, Jacques Rivette en Claude Chabrol. Met Godard en Rivette richtte hij in 1950 een filmkrant op, La Gazette du Cinéma. Datzelfde jaar maakte Rohmer zijn eerste korte film, Journal d'un scélérat. Het tijdschrift had een vrij kort bestaan, en het jaar daarop ging het drietal werken als filmcritici voor Cahiers du cinéma van vooraanstaand filmcriticus André Bazin. Tussen 1956 en 1963 was Rohmer hoofdredacteur van dit tijdschrift. In 1957 schreef hij samen met Chabrol aan Hitchcock, een filmstudie naar Alfred Hitchcock.
Gedurende de jaren vijftig regisseerde hij enkele korte films. Zijn eerste lange speelfilm, Les petites filles modèles, bleef echter onvoltooid. In 1959 maakte hij zijn lange speelfilmdebuut met Le Signe du Lion, dat drie jaar daarvoor al voltooid was. De film kreeg echter vrij weinig aandacht. Hierna ging hij werken aan de six contes moraux ("zes morele verhalen"), een zestal films waarin hij de rol van verleiding in relaties onderzocht. De eerste twee waren de korte film La Boulangère de Monceau, en de uur lange film La Carrière de Suzanne, beiden uit 1963. De overige vier films uit de reeks waren lange speelfilms. De filmreeks werd gekenmerkt door eenzelfde thema en structuur: in alle films worden bestaande relaties onder druk gezet door een nieuwe vorm van verleiding, waardoor de uitgesproken woorden in de intieme dialogen tussen personages niet stroken met de acties van die personages.
De derde film uit de reeks, La Collectionneuse, werd echter pas in 1967 uitgebracht. In de tussentijd had hij ontslag genomen bij Cahiers en was gaan werken voor de televisie. Voor dit medium nam hij enkele documentaires op over belangrijke filmmakers. La Collectionneuse won een Zilveren Beer op het Filmfestival van Berlijn. Zijn grote internationale doorbraak kwam pas met de vierde film uit de reeks, Ma nuit chez Maud uit 1969, die genomineerd werd voor twee Academy Awards. Ook zijn daaropvolgende film, Le Genou de Claire (1970), was een internationaal kritisch succes. Het zestal films werd afgesloten met L'Amour l'après-midi uit 1972.
Na de morele verhalen maakte Rohmer twee periodestukken, het kostuumdrama Die Marquise von O... (1976), naar een roman van Heinrich von Kleist, en Perceval le Gallois (1978), naar een twaalfde-eeuws gedicht van Chrétien de Troyes. Met la femme de l'aviateur uit 1980 begon hij een nieuwe reeks van zes films, comédies et proverbes ("komedies en spreekwoorden") genaamd. Deze reeks draaide net als de vorige reeks meer om de emoties, dialogen en gedachten van de personages dan om verhaal, maar richtte zich meer op een groep personages dan op individuen. Voor de derde film uit de reeks, Pauline à la plage (1983), won hij opnieuw een Zilveren Beer, en voor de vijfde film, Le Rayon vert (1986), won hij de Gouden Leeuw op het Filmfestival van Venetië. Met L'Ami de mon amie uit 1987 beëindigde hij de reeks. Tussendoor maakte hij nog de film Quatre aventures de Reinette et Mirabelle, die buiten de reeks stond en meer aansloot op de reeks morele verhalen.
Rond 1990 begon hij aan zijn derde en laatste reeks, Contes de quatre saisons ("Verhalen van de vier jaargetijden"). De viertal films uit deze reeks, te beginnen met Conte de printemps, verschenen tussen 1990 en 1998. Tussendoor maakte hij nog L'Arbre, le Maire et la Médiathèque (1993) en Les Rendez-vous de Paris (1995).
Rohmer bleef op tot op hoge leeftijd actief als filmmaker. Op tachtigjarige leeftijd maakte hij in 2000 het kostuumdrama L'Anglaise et le Duc, die in Frankrijk enige controverse opriep door de negatieve uitbeelding van de Franse Revolutie. In 2001 werd hij op het Filmfestival van Venetië geëerd met de Gouden Leeuw voor zijn gehele carrière. Zijn laatste films zijn Triple agent uit 2004 en Les Amours d'Astrée et de Céladon uit 2007.
Eric Rohmer stierf op maandag 11 januari 2010.

## Prijzen en nominaties
- Filmfestival van Berlijn
  - 1967 - Zilveren Beer, Speciale Juryprijs - La Collectionneuse (gewonnen)
  - 1967 - Jeugdfilmprijs - La Collectionneuse (gewonnen)
  - 1967 - Gouden Beer - La Collectionneuse (genomineerd)
  - 1983 - FIPRESCI Prijs - Pauline à la plage (gewonnen)
  - 1983 - Zilveren Beer voor Beste Regisseur - Pauline à la plage (gewonnen)
  - 1983 - OCIC Award, eervolle vermelding - Pauline à la plage (gewonnen)
  - 1983 - Gouden Beer - Pauline à la plage (genomineerd)
  - 1992 - FIPRESCI Prijs - Conte d'hiver (gewonnen)
  - 1992 - Prijs van de Oecumenische Jury, speciale vermelding - Conte d'hiver (gewonnen)
  - 1992 - Gouden Beer - Conte d'hiver (genomineerd)
  - 2004 - Gouden Beer - Triple agent (genomineerd)
- Filmfestival van Cannes
  - 1969 - Gouden Palm - Ma nuit chez Maud (genomineerd)
  - 1976 - Grote Prijs van de Jury - Die Marquise von O... (gewonnen)
  - 1976 - Gouden Palm - Die Marquise von O... (genomineerd)
- Prix Louis Delluc
- 1970 - Le Genou de Claire (gewonnen)
- Academy Awards
  - 1971 - Academy Award voor Best Origineel Scenario - Ma nuit chez Maud (genomineerd)
- Internationaal filmfestival van San Sebastian
  - 1971 - Gouden Zeeschelp - Le genou de Claire (gewonnen)
- Césars
  - 1983 - César voor Best Origineel Scenario - Le Beau Mariage (genomineerd)
  - 1985 - César voor Beste Regisseur - Les Nuits de la pleine lune (genomineerd)
  - 1985 - César voor Beste Film - Les Nuits de la pleine lune (genomineerd)
  - 1985 - César voor Best Origineel Scenario - Les Nuits de la pleine lune (genomineerd)
  - 1988 - César voor Best Scenario, Origineel of Bewerkt - L'Ami de mon amie (genomineerd)
- Filmfestival van Venetië
  - 1986 - FIPRESCI Prijs - Le Rayon vert (gewonnen)
  - 1986 - Gouden Leeuw - Le Rayon vert (gewonnen)
  - 1998 - Gouden Osella voor Best Origineel Scenario - Conte d'automne (gewonnen)
  - 1998 - Sergio Trasatti Award, speciale vermelding - Conte d'automne (gewonnen)
  - 1998 - Gouden Leeuw - Conte d'automne (genomineerd)
  - 2000 - Gouden Leeuw voor gehele carrière (gewonnen)

## Filmografie
- 1959: Le Signe du Lion
- 1962: La Boulangère de Monceau
- 1963: La Carrière de Suzanne
- 1967: La Collectionneuse
- 1970: Le Genou de Claire
- 1972: L'Amour l'après-midi
- 1976: Die Marquise von O...
- 1978: Perceval le Gallois
- 1981: La Femme de l'aviateur
- 1982: Le Beau Mariage
- 1982: Pauline à la plage
- 1984: Les Nuits de la pleine lune
- 1986: Le Rayon vert
- 1987: L'Ami de mon amie
- 1987: Quatre aventures de Reinette et Mirabelle
- 1990: Conte de printemps
- 1992: Conte d'hiver
- 1993: L'Arbre, le Maire et la Médiathèque
- 1995: Les Rendez-vous de Paris
- 1996: Conte d'été
- 1998: Conte d'automne
- 2001: L'Anglaise et le Duc
- 2004: Triple agent
- 2007: Les Amours d'Astrée et de Céladon